# Cratere Morley
Morley è un cratere lunare di 13,71 km situato nella parte sud-orientale della faccia visibile della Luna.